# Romania ai Giochi olimpici
La Romania ha partecipato per la prima volta ai Giochi olimpici nel 1900, con un solo partecipante.  Il Comitato Olimpico Nazionale per la Romania è il Comitato Rumeno Olimpico e per lo Sport, e fu creato e riconosciuto nel 1914.  La nazione ha mandato per la prima volta una squadra per partecipare ai Giochi nel 1924, ed è mancata solo a due edizioni dei Giochi olimpici estivi e Giochi olimpici invernali da allora.  Da notare, la Romania fu l'unica nazione del blocco orientale a non partecipare al boicottaggio delle Olimpiadi estive del 1984.
Gli atleti rumeni hanno vinto un totale di 308 medaglie, con un particolare successo nella ginnastica, mentre ai giochi olimpici invernali ha vinto una sola medaglia con la nazionale di bob nel 1968. La Romania è al secondo posto nella classifica delle maggior nazioni vincitrici di medaglie (dopo l'Ungheria) delle nazioni che non hanno mai ospitato i Giochi.

## Medaglieri

### Medaglie ai giochi estivi

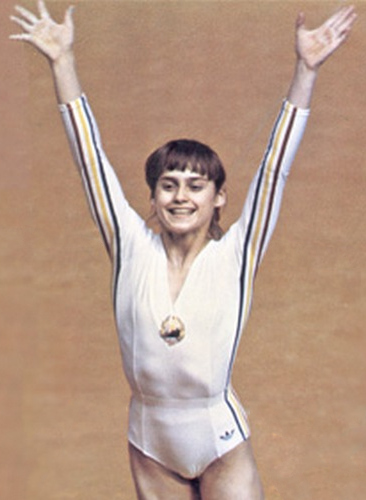
Dal 1976 al 1980 Nadia Comăneci ha vinto il maggior numero di medaglie olimpiche (9) per la Romania

| Giochi                   | Oro                | Argento            | Bronzo             | Totale             |
| ------------------------ | ------------------ | ------------------ | ------------------ | ------------------ |
| Parigi 1900              | 0                  | 0                  | 0                  | 0                  |
| St. Louis 1904           | non ha partecipato | non ha partecipato | non ha partecipato | non ha partecipato |
| Londra 1908              | non ha partecipato | non ha partecipato | non ha partecipato | non ha partecipato |
| Stoccolma 1912           | non ha partecipato | non ha partecipato | non ha partecipato | non ha partecipato |
| Anversa 1920             | non ha partecipato | non ha partecipato | non ha partecipato | non ha partecipato |
| Parigi 1924              | 0                  | 0                  | 1                  | 1                  |
| Amsterdam 1928           | 0                  | 0                  | 0                  | 0                  |
| Los Angeles 1932         | non ha partecipato | non ha partecipato | non ha partecipato | non ha partecipato |
| Berlino 1936             | 0                  | 1                  | 0                  | 1                  |
| Londra 1948              | non ha partecipato | non ha partecipato | non ha partecipato | non ha partecipato |
| Helsinki 1952            | 1                  | 1                  | 2                  | 4                  |
| Melbourne/Stoccolma 1956 | 5                  | 3                  | 5                  | 13                 |
| Roma 1960                | 3                  | 1                  | 6                  | 10                 |
| Tokyo 1964               | 2                  | 4                  | 6                  | 12                 |
| Città del Messico 1968   | 4                  | 6                  | 5                  | 15                 |
| Monaco 1972              | 3                  | 6                  | 7                  | 16                 |
| Montréal 1976            | 4                  | 9                  | 14                 | 27                 |
| Mosca 1980               | 6                  | 6                  | 13                 | 25                 |
| Los Angeles 1984         | 20                 | 16                 | 17                 | 53                 |
| Seoul 1988               | 7                  | 11                 | 6                  | 24                 |
| Barcellona 1992          | 4                  | 6                  | 8                  | 18                 |
| Atlanta 1996             | 4                  | 7                  | 9                  | 20                 |
| Sydney 2000              | 11                 | 6                  | 9                  | 26                 |
| Atene 2004               | 8                  | 5                  | 6                  | 19                 |
| Pechino 2008             | 4                  | 1                  | 4                  | 9                  |
| Londra 2012              | 2                  | 4                  | 1                  | 7                  |
| Rio 2016                 | 1                  | 1                  | 2                  | 4                  |
| Tokyo 2020               | 1                  | 3                  | 0                  | 4                  |
| Parigi 2024              | 3                  | 4                  | 2                  | 9                  |
| Totale                   | 93                 | 101                | 123                | 317                |

### Medaglie ai giochi invernali

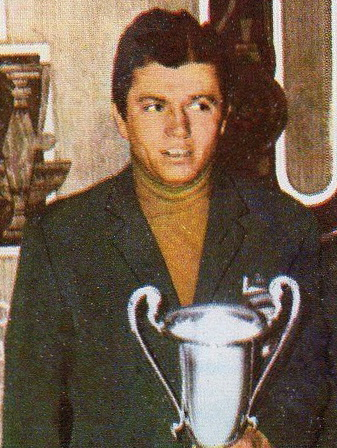
Il bobbista Ion Panțuru, vincitore insieme a Nicolae Neagoe dell'unica medaglia rumena ai giochi olimpici invernali (Grenoble 1968)

| Giochi                      | Oro                | Argento            | Bronzo             | Totale             |
| --------------------------- | ------------------ | ------------------ | ------------------ | ------------------ |
| St. Moritz 1928             | 0                  | 0                  | 0                  | 0                  |
| Lake Placid 1932            | 0                  | 0                  | 0                  | 0                  |
| Garmisch-Partenkirchen 1936 | 0                  | 0                  | 0                  | 0                  |
| St. Moritz 1948             | 0                  | 0                  | 0                  | 0                  |
| Oslo 1952                   | 0                  | 0                  | 0                  | 0                  |
| Cortina d'Ampezzo 1956      | 0                  | 0                  | 0                  | 0                  |
| Squaw Valley 1960           | non ha partecipato | non ha partecipato | non ha partecipato | non ha partecipato |
| Innsbruck 1964              | 0                  | 0                  | 0                  | 0                  |
| Grenoble 1968               | 0                  | 0                  | 1                  | 1                  |
| Sapporo 1972                | 0                  | 0                  | 0                  | 0                  |
| Innsbruck 1976              | 0                  | 0                  | 0                  | 0                  |
| Lake Placid 1980            | 0                  | 0                  | 0                  | 0                  |
| Sarajevo 1984               | 0                  | 0                  | 0                  | 0                  |
| Calgary 1988                | 0                  | 0                  | 0                  | 0                  |
| Albertville 1992            | 0                  | 0                  | 0                  | 0                  |
| Lillehammer 1994            | 0                  | 0                  | 0                  | 0                  |
| Nagano 1998                 | 0                  | 0                  | 0                  | 0                  |
| Salt Lake City 2002         | 0                  | 0                  | 0                  | 0                  |
| Torino 2006                 | 0                  | 0                  | 0                  | 0                  |
| Vancouver 2010              | 0                  | 0                  | 0                  | 0                  |
| Soči 2014                   | 0                  | 0                  | 0                  | 0                  |
| Pyeongchang 2018            | 0                  | 0                  | 0                  | 0                  |
| Pechino 2022                | 0                  | 0                  | 0                  | 0                  |
| Totale                      | 0                  | 0                  | 1                  | 1                  |

### Medaglie negli sport estivi
| Sport               | Oro | Argento | Bronzo | Totale |
| ------------------- | --- | ------- | ------ | ------ |
| Ginnastica          | 25  | 21      | 27     | 73     |
| Canottaggio         | 22  | 15      | 9      | 46     |
| Atletica            | 11  | 14      | 10     | 35     |
| Canoa/kayak         | 10  | 10      | 14     | 34     |
| Lotta               | 7   | 8       | 19     | 34     |
| Tiro a segno/a volo | 6   | 4       | 5      | 15     |
| Scherma             | 4   | 6       | 7      | 17     |
| Nuoto               | 4   | 2       | 5      | 11     |
| Sollevamento pesi   | 2   | 7       | 3      | 12     |
| Pugilato            | 1   | 9       | 15     | 25     |
| Judo                | 1   | 2       | 3      | 6      |
| Pallamano           | 0   | 1       | 3      | 4      |
| Equitazione         | 0   | 1       | 1      | 2      |
| Tennis              | 0   | 1       | 0      | 1      |
| Rugby               | 0   | 0       | 1      | 1      |
| Pallavolo           | 0   | 0       | 1      | 1      |
| Totale              | 93  | 101     | 123    | 317    |

### Medaglie negli sport invernali
| Sport  | Oro | Argento | Bronzo | Totale |
| ------ | --- | ------- | ------ | ------ |
| Bob    | 0   | 0       | 1      | 1      |
| Totale | 0   | 0       | 1      | 1      |